# Centrum současného umění DOX

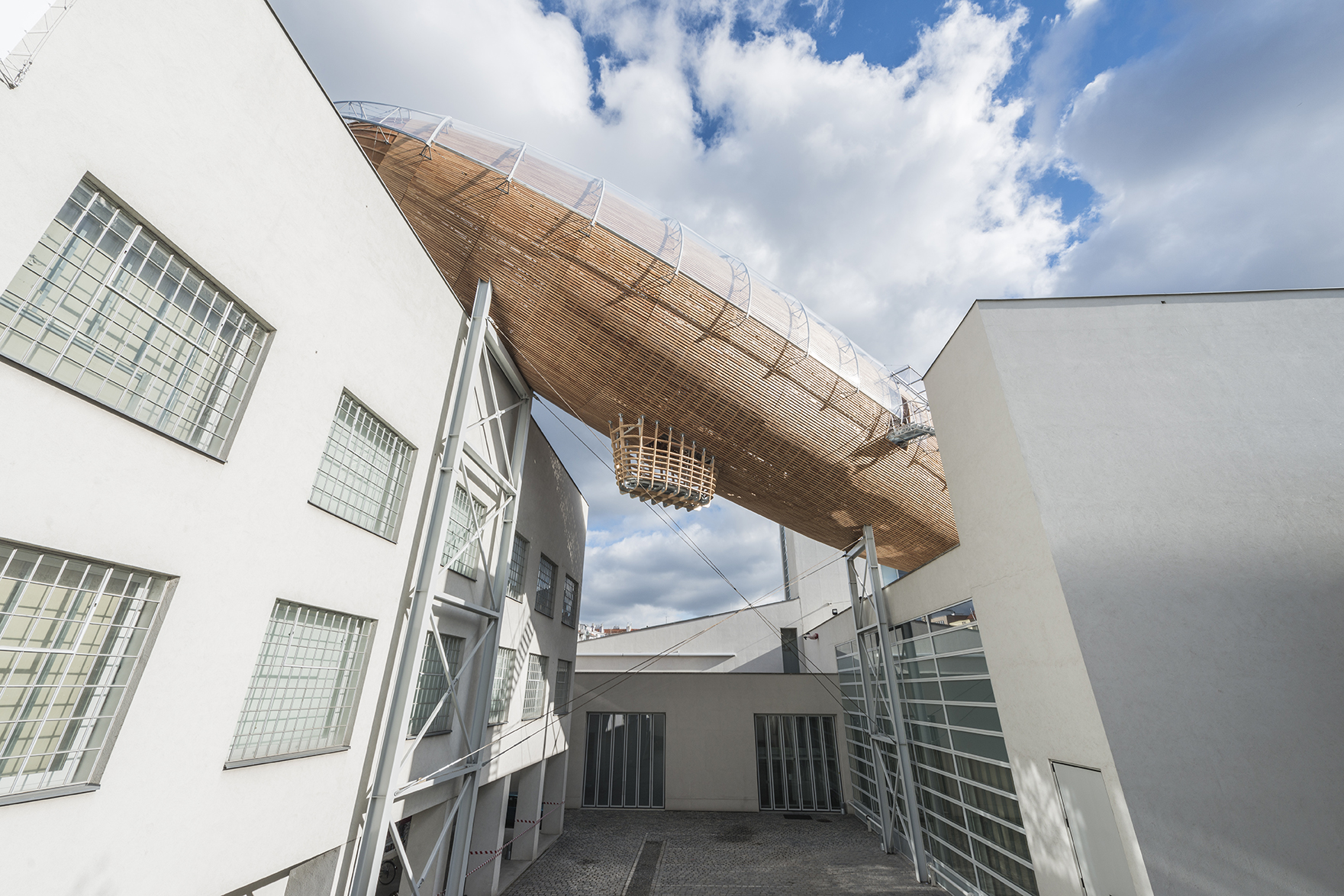
Centrum současného umění DOX se vzducholodí Gulliver, která byla otevřena v roce 2016

Centrum současného umění DOX je multifunkční prostor zaměřený na prezentaci současného umění, architektury a designu. Vzniklo přestavbou bývalé továrny v pražské čtvrti Holešovice a otevřeno bylo v roce 2008. Jméno DOX je odvozené z řeckého slova doxa, které mimo jiné znamená způsob chápání věcí, názor, přesvědčení.

## Historie

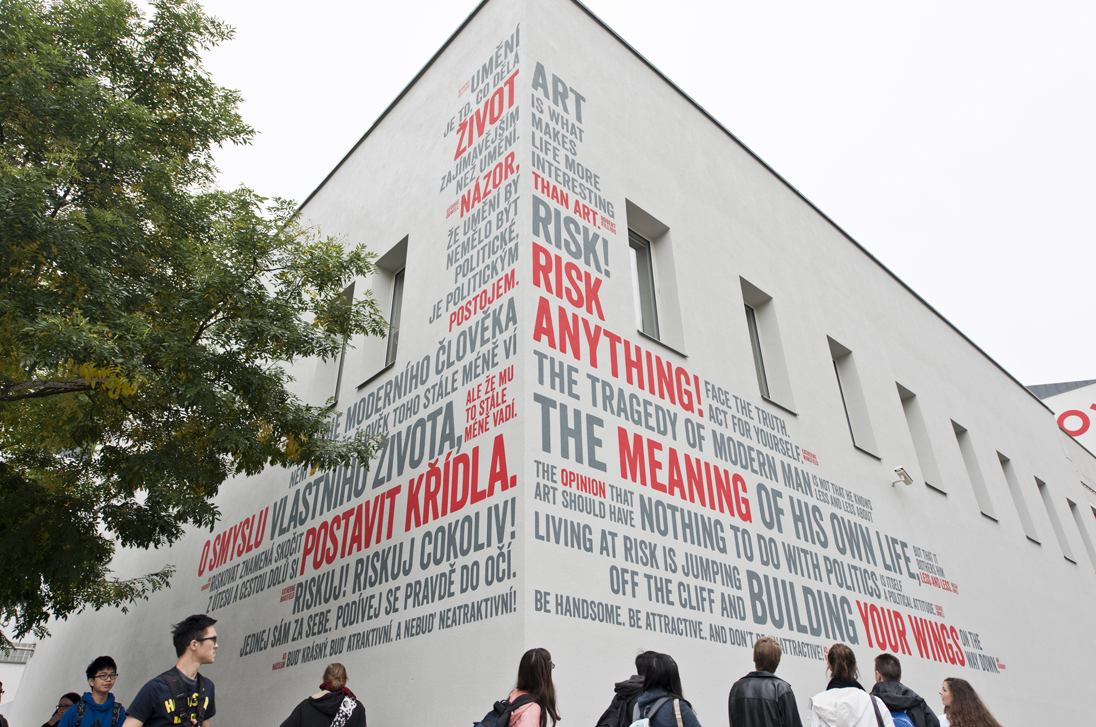
Centrum současného umění DOX v Praze, budova 2015

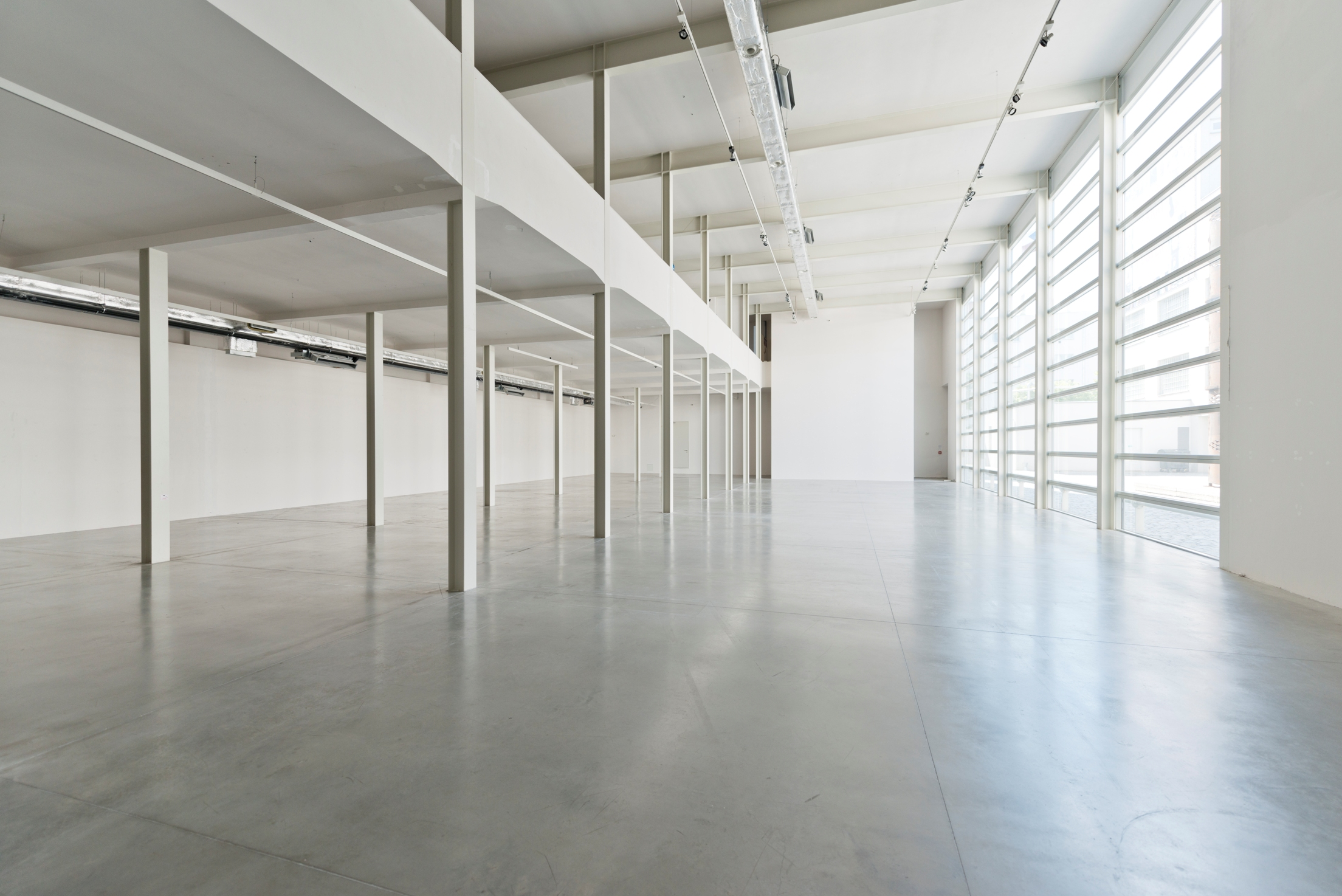
Centrum současného umění DOX, interiér

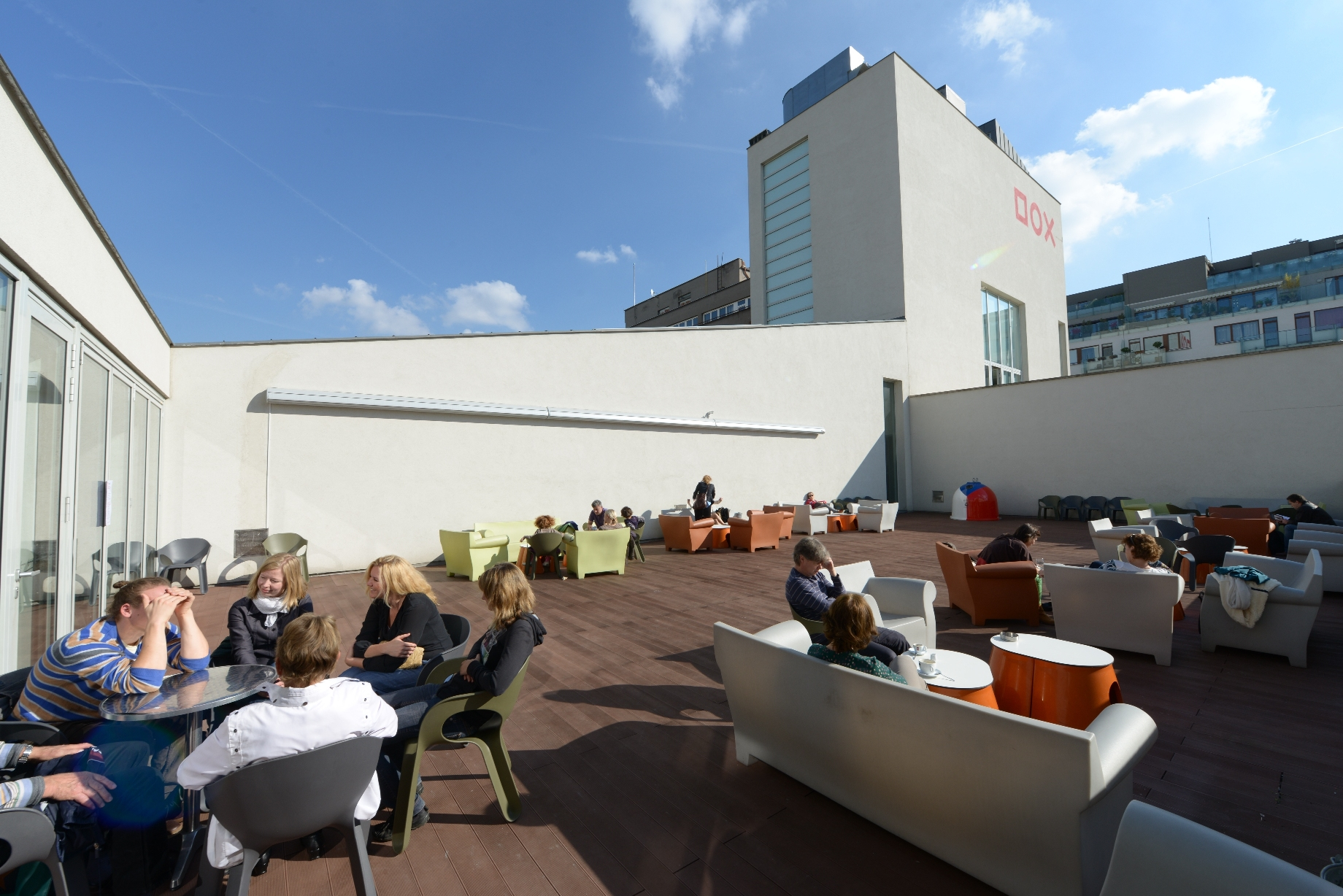
Centrum současného umění DOX v Praze, terasa

Za vznikem centra stál Leoš Válka spolu s partnery Robertem Aafjesem, Richardem Fuxou a Václavem Dejčmarem. Uměleckým ředitelem centra byl do roku 2015 Jaroslav Anděl. Přestavba staré továrny na multifunkční prostor je dílem architekta Ivana Kroupy. Výstavní plochu více než 3000 m² doplňuje kavárna, knihkupectví a designový obchod. V prosinci 2016 byly prostory Centra DOX rozšířeny o vzducholoď Gulliver od architekta Martina Rajniše. Uvnitř vzducholodě se konají přednášky a zároveň slouží jako vyhlídka. K souboru budov DOX přibyl v roce 2018 experimentální taneční a hudební sál. Přístavba z pohledového betonu je pokryta měkkou fasádou připomínající čalouněný nábytek. V tomtéž roce se stálým divadelním souborem Centra DOX stala Farma v jeskyni.

## Významné události a výstavy
2008
- Otevření DOXu
- Vítejte v kapitalismu! – zahajovací výstava představila 4 monumentální instalace – José-María Cano, Michael Bielicky a Kamila Richter (ve spolupráci s Dirkem Reinboldem), Matej Krén, a konečně Jiří Hůla ve spolupráci s Dominikem Langem.

2009
- Chelsea Hotel: Přízraky bohémy / Harry Smith, Andy Warhol, Robert Mapplethorpe, Michel Auder, Jonas Mekas - výstava k fenoménu Chelsea Hotel

2010
- Umění šachu - patnáct šachových souprav jako prostředek uměleckého projevu

2011
- Luciferův efekt - výstava, inspirovaná knihou amerického psychologa Philipa Zimbarda, se zabývala překvapivou snadností, s níž jsme schopni páchat zlo
- Cena Jindřicha Chalupeckého - po 3 roky se v centru DOX konala prestižní přehlídka finalistů soutěže pro mladé české umělce
- Rudolf Steiner a současné umění / Myslet bez konce - výstava z Muzea umění ve Stuttgartu (2011) a Muzea umění ve Wolfsburgu (2010)

2012
- Middle East Europe – výstava prezentující díla evropských umělců reagující na blízkovýchodní konflikt v přímé konfrontaci s pracemi jejich palestinských a izraelských kolegů.[5]
- Amor Psýché Akce – Vídeň - výstava představila umělecký směr zvaný vídeňský akcionismus, který bojoval v 60. letech 20. století za individuální svobodu
- Festival fotografie Prague Photo
- Karel Nepraš – do té doby nejrozsáhlejší průřez kresebnou i sochařskou tvorbou tohoto významného umělce.[6]
- Kartografie naděje: Příběhy sociální změny - výstava představila tři desítky světových umělců, kteří prostřednictvím svých děl mapovali sociální změny ve společnosti

2013
- Krzysztof Wodiczko: Out/inside(rs) – jedna z nejobsáhlejších přehlídek díla polského umělce
- Volker März – Laughing Windows
- Signály z neznáma. Český komiks 1922 - 2012 – výstava mapovala 90 let českého komiksu
- Postiženi normalitou – výstava vznikla ve spolupráci s Jedličkovým ústavem a školami u příležitosti 100. výročí jejich založení

2014
- Plakát v souboji ideologií 1914 - 2014 – výstava z perspektivy současné společenské situace ukazuje součinnost média propagandy, jakým je plakát, s dominantními ideologiemi 20. století
- Martin Rajniš: Huť architektury – průřez tvorby významného českého architekta a jeho ateliéru
- This Place – světová premiéra monumentálního fotografického projektu představila práce 12 světových fotografů a jejich pohled na Izrael a Západní břeh Jordánu
- Mody demokracie – Dochází po dlouhodobém šíření demokracie k jejímu ústupu? Výchozí otázka výstavy, která představila různé pohledy a přístupy k demokracii z celého světa

2015
- Journal (Ir)responsable - u příležitosti teroristického útoku na redakci časopisu Charlie Hebdo, výstava seznámila českou veřejnost s tímto humoristickým magazínem
- Art Brut Live - výstava představila více než 300 děl art brut ze sbírky abcd francouzského sběratele Bruna Decharma a portréty umělců art brut švýcarského fotografa Maria del Curta
- Skvělý nový svět - výstava srovnávala tři slavné vize budoucnosti, jak je popsali Aldous Huxley, Ray Bradbury a George Orwell ve svých knihách, se současnou společenskou situací

2016
- Otevřena 42 metrů dlouhá ocelovo-dřevěná konstrukce nazvaná Gulliver
- Cuba en vivo - pětice mladých kubánských výtvarníků
- Duše peněz - peníze jako fenomén v dílech více než třiceti umělců
- Upfront - fotografie 23 současných válečných fotoreportérů ze španělsky mluvících zemí
- Karel Nepraš: Rodina připravená k odjezdu - rekonstruované sousoší, které bylo zničeno za normalizace
- Sportu zdar! Sport v umění 1945-2016 - díla 60 současných českých umělců. S podporou Českého olympijského výboru.
- Havel - fotografie Tomkiho Němce, Bohdana Holomíčka a video záznamy Petra Jančárka zachycující život Václava Havla.
- Tomáš Císařovský: Úmysl a trochu náhoda - desetidílný obrazový cyklus s výjevy ze života Václava Havla.

#### 2017
- Big Bang Data - zkoumání fenoménu informační exploze, kterou dnes zažíváme skrze umění, výstava vznikla ve spolupráci s Centrem pro současnou kulturu v Barceloně - CCCB
- Před očima: Příběhy Iráku - Irák očima tamních mladých dokumentárních fotografů.
- Žena, měsíc, had. Sedmnáct měsíců v Iráku - kolaterální výstava k výstavě Over My Eyes. Fotografie Stefana Cariniho zachycují jeho osobní zkušenost s pobytem v Iráku.
- Rekonstrukce paměti - projekt zabývající tématem vnitřního vysídlení a reflektující konflikt na Ukrajině
- 1917 - 2017 - vizuální úvahy a názory týkajících se 100. výročí ruské revoluce formou plakátu.

## Vydané publikace
- José-Maria Cano: Vítejte v kapitalismu!, Jaroslav Anděl (ed.), 379 s., DOX Centre for Contemporary Art, 2008
- Chelsea Hotel: Přízraky bohémy / Julia Calfee: Chelsea Hotel zevnitř, Jaroslav Anděl (ed.), 144 s., Centrum současného umění DOX, 2009
- Myslet bez konce: Rudolf Steiner inspirací, Jaroslav Anděl (ed.), 284 s., DOX Prague, a. s., 2011
- Luciferův efekt: Střetnutí se zlem, Jaroslav Anděl (ed.), 235 s., DOX Prague, a. s., 2011
- Karel Nepraš, Jaroslav Anděl (ed.), 271 s., DOX Prague, a. s., 2012, ISBN 978-80-87446-15-7
- Kartografie naděje: Příběhy sociální změny, Jaroslav Anděl (ed.), 275 s., DOX Prague, a. s., 2012
- Amor Psýché Akce – Vídeň, Julius Hummel, Silvia Jaklitsch, Barbara ToiflKarin Friesenbichler (eds.), 349 s., DOX Prague a.s., 2012
- Volker März – Laughing Windows, Jürgen Krueger (ed.), 251 s., (česky, anglicky), jovis Verlag GmbH, Berlin, DOX Prague, a. s., 2013
- Krzysztof Wodiczko: Out/Inside(rs), Jaroslav Anděl (ed.), 242 s. (česky, anglicky), DOX Prague, a. s., 2014
- Plakát v souboji ideologií 1914 – 2014, Jaroslav Anděl (ed.), 287 s. (česky, anglicky), DOX Prague, a. s., 2014
- Modes of Democracy, Jaroslav Anděl (ed.), 271 s. (anglicky), DOX Prague, a. s., 2014
- Skvělý nový svět, Michaela Šilpochová, Leoš Válka (eds.), 263 s., DOX Prague, a.s, 2015

## Ocenění
V roce 2008 byl DOX nominován na evropskou cenu Mies van der Rohe Award. V témže roce získal Design shop DOX by Qubus získal cenu „Obchod roku“ od Czech Design Award. V roce 2010 byl DOX zařazen v publikaci The Phaidon Atlas of 21st Century World Architecture mezi 100 nejzajímavějších světových architektonických projektů desetiletí. Leoš Válka, ředitel centra DOX, byl o rok poté oceněn Cenou Ministerstva kultury ČR za dlouholetou činnost a přínos v oblasti výtvarného umění. Nominován byl Václavem Havlem.